# Войниловский сельсовет
Войни́ловский сельсовет — административная единица на территории Чаусского района Могилёвской области Белоруссии.

## Состав
Включает 13 населённых пунктов:
- Астрени — деревня.
- Войнилы — агрогородок.
- Головенчицы — деревня.
- Зелёная Роща — деревня.
- Копани — деревня.
- Лужок — деревня.
- Ново-Васильевск — деревня.
- Новосёлки — деревня.
- Устье — агрогородок.
- Усушек — деревня.
- Харьковка — деревня.
- Хоменки — деревня.
- Юшковичи — деревня.

Упразднённые населённые пункты
- Лежневка — деревня